# Армія Конфедеративних Штатів Америки

Бойовий прапор Армії Конфедерації

Армія Конфедеративних Штатів Америки (Confederate States Army, CSA) — сухопутні сили Конфедеративних Штатів Америки (Конфедерація) під час Громадянської війни у США (1861—1865), яка боролася проти сил США.
28 лютого 1861 року Тимчасовий Конгрес Конфедеративних штатів Америки заснував тимчасову добровольчу армію і надав контроль над військовими операціями, а також повноваженнями для збору державних сил і добровольців новопризначеному президенту Конфедерації Джефферсону Девісу. Девіс був випускником Військової академії США і полковником волонтерського полку під час Американо-Мексиканської війни. Він також був сенатором Сполучених Штатів з Міссісіпі і військовим міністром при президенті Франкліні Пірсі. 1 березня 1861 року, від імені уряду Конфедерації, Девіс взяв на себе контроль над військовою ситуацією в Чарльстоні, штат Південна Кароліна, де міліція (ополчення) штату Південна Кароліна здійснювала облогу форт Самтер в гавані Чарльстону, який утримував невеликий військовий гарнізон США. До березня 1861 року Тимчасовий Конгрес розширив тимчасові війська і створив більш постійну армію Конфедеративних штатів.
Хоча більшість солдатів, які воювали у американській громадянській війні, були добровольцями, обидві сторони до 1862 р. вдавалися до призову, перш за все як засобу примусити чоловіків зареєструватися і піти добровольцями. За відсутності точних записів, оцінка відсотка солдатів Конфедерації, які були призовниками, приблизно вдвічі перевищує 6 % солдатів США, які були призвані.
Цифри втрат армії Конфедерації також є неповними та ненадійними. Вважаються найбільш близькими до реальності наступні оцінки кількості загиблих солдатів Конфедерації: близько 94 тисяч загиблих або смертельно поранених у бою, 164 000 смертей від хвороб і від 26 000 до 31 000 смертей у таборах військовополонених США. Одна оцінка поранених Конфедератів, що вважається неповною, становить 194,026. Ці цифри не включають чоловіків, які померли від інших причин, таких як нещасні випадки, які б додали кілька тисяч до показників безповоротних втрат. 